# Tulita
Tulita – miejscowość w Kanadzie, w Terytoriach Północno-Zachodnich. Według danych na rok 2020 liczyła 524 mieszkańców.